# Lijst van burgemeesters van Westerkwartier
Dit is een lijst van burgemeesters van de Nederlandse gemeente Westerkwartier in de provincie Groningen. De gemeente Westerkwartier ontstond op 1 januari 2019 door het samengaan van Grootegast, Leek, Marum en Zuidhorn.
| Ambtsperiode                       | Naam burgemeester     | Partij of stroming | Bijzonderheden                    |
| ---------------------------------- | --------------------- | ------------------ | --------------------------------- |
| 1 januari 2019 - 30 september 2019 | F.H. (Koos) Wiersma   | CDA                | waarnemend burgemeester           |
| 2 oktober 2019 - heden             | A. (Ard) van der Tuuk | PvdA               | eerste kroonbenoemde burgemeester |